# Bengalia ferruginea
Bengalia ferruginea este o specie de muște din genul Bengalia, familia Calliphoridae. A fost descrisă pentru prima dată de Carl Ludwig Doleschall în anul 1857. Conform Catalogue of Life specia Bengalia ferruginea nu are subspecii cunoscute.